# أرتور سالازار ميخيا
أرتور سالازار ميخيا (بالإسبانية: Arturo Salazar Mejía)‏ هو عالم عقيدة كولومبي، ولد في 11 أبريل 1921، وتوفي في 1 نوفمبر 2009 في مانيزاليس في كولومبيا.